# Cerco de Onoguris
O Cerco de Onoguris ocorreu em 554 ou 555 durante a Guerra Lázica entre o Império Bizantino e o Império Sassânida. Os generais bizantinos liderados por Martinho precisavam obter uma vitória rápida no campo de batalha para corrigir o assassinato do aliado bizantino, o rei Gubazes II. Lançaram um ataque em grande escala a Onoguris, localizado perto da principal fortaleza bizantina de Arqueópolis. A chegada de uma pequena força de socorro sob o novo comandante sassânida Nacoragano virou a maré da batalha e resultou na vitória fácil para os persas. Os bizantinos abandonaram sua base em Arqueópolis também, que foi destruída pelos sassânidas.

## Antecedentes
Depois de conseguir desalojar os bizantinos de Télefis-Olaria, o comandante persa em Lázica, Mermeroes, não seguiu a vitória, mas retornou a Moqueresis e reforçou a guarnição persa em Onoguris em seu caminho. Esta último ficava perto de Arqueópolis, a principal fortaleza bizantina da região. Mermeroes morreu pouco depois e foi sucedido por Nacoragano. Após a derrota em Télefis, o rei Gubazes II enviou uma queixa contra os generais bizantinos ao imperador Justiniano I, que então enviou o general Bessas para o exílio. Martinho e Rústico, dois outros generais criticados por Gubazes, então assassinaram ele. Isso resultou em confusão entre os lazes que abandonaram seu apoio aos bizantinos. Martinho imediatamente preparou uma grande força para capturar Onoguris, esperando uma vitória fácil. De acordo com Agátias, Martinho e aqueles por trás do assassinato queriam obter um sucesso que pudesse neutralizar uma situação volátil caso o imperador percebesse sua culpa.

## Cerco
Em 554 ou 555, uma força bizantina de 50 mil combatentes sob o comando de Martinho sitiou Onoguris usando telhados de vime (espaliões), balistas e outros equipamentos de cerco. Um persa capturado revelou a aproximação de uma força de socorro de Moqueresis e Cutais sob o novo comandante de campo Nacoragano, que acabara de substituir o falecido Mermeroes. A ideia de um ataque em grande escala contra ele foi rejeitada; em vez disso, uma força de 600 homens, sob Dabragezas e Usigardo, foi enviada para emboscar a força de socorro, enquanto a principal força bizantina se engajou no cerco. Agátias descreve o cerco como "mais como uma batalha campal". A vanguarda das tropas de socorro foi pega de surpresa e foi derrotada, mas logo ficou claro que a força perseguidora não era o principal exército bizantino. Então os persas, que totalizavam três mil cavaleiros, se voltaram contra eles e derrotaram os perseguidores. Quando ambas as partes chegaram à linha bizantina, a principal força bizantina foi tomada pelo pânico e fugiu junto com seus comandantes. A guarnição persa então partiu e contribuiu ainda mais à hesitação dos bizantinos. Como a cavalaria bizantina fugiu, a infantaria foi deixada para trás, e a estreiteza da ponte sobre o rio Cátaro dificultou ainda mais sua fuga, muitos deles sendo mortos na debandada subsequente. Buzes e sua cavalaria perceberam a situação, retornaram, cobriram sua retirada e impediram sua aniquilação total. Quando os persas alcançaram Arqueópolis, encontraram a planície abandonada e momentaneamente demoliram as fortificações bizantinas, saquearam seu acampamento e retornaram à base.